# Наумово (Московская область)
Наумово — деревня в городском округе Подольск Московской области России. 
До 2015 года входила в состав сельского поселения Дубровицкое Подольского района; до середины 2000-х — в Дубровицкий сельский округ.

## Население
Согласно Всероссийской переписи, в 2002 году в деревне проживало 15 человек (11 мужчин и 4 женщины). По данным на 2005 год в деревне проживал 1 человек.

## Расположение
Деревня Наумово расположена на левом берегу реки Моча примерно в 6 км к западу от центра города Подольска. Ближайшие населённые пункты — деревни Акишово, Жарково и Докукино.